# Vogelsang-Warsin
Vogelsang-Warsin é um município da Alemanha localizado no distrito de Vorpommern-Greifswald, estado de Mecklemburgo-Pomerânia Ocidental.
Pertence ao Amt de Am Stettiner Haff.